# Tango (Plattform)
Tango (während der Entwicklung Project Tango) wurde als Technologie-Plattform von Google entwickelt, um mittels maschinellem Sehen mobilen Geräten wie Tabletcomputern oder Smartphones zu ermöglichen, ihre relative Position zur Außenwelt ohne GPS oder andere signalbasierte Ortung zu ermitteln. Dies erlaubte Entwicklern das Erstellen mobiler Apps mit Funktionen wie Innenraum-Navigation, Vermessung realer Gegenstände oder Anwendungen für erweiterte bzw. virtuelle Realität.
Im Januar 2016 kündigte Google auf der Consumer Electronics Show eine Partnerschaft mit Lenovo zur Veröffentlichung eines Smartphones mit Project-Tango-Verfahren und einer ToF-Kamera für unter 500 US-Dollar an.
Im August 2017 gab Google bekannt, dass das Projekt Tango ersetzt wird durch die Augmented Reality-Plattform ARCore, da ARCore keine zusätzlichen Geräte erfordert. Mittlerweile wurde auch die Webpage des Projekts abgeschaltet.